# Chipa guasú
El Chipa guasú és un pastís de blat de moro cuit al forn o tatacua, i constitueix una de les 70 varietats identificades de Xipa, menjar originari dels guaranís, i per tant, típic del Paraguai i del nord-est argentí (zones que han heretat moltes coses de la cultura guaraní). És guarnició obligada en els "rostits"(asados) (trobades de caràcter social i/o familiar que es realitzen al voltant de la taula on se serveixen diferents talls de carn bovina o porc, xoriços i botifarres). Com tot plat de la gastronomia paraguaiana, conté -per raons històriques degudament comprovades- un alt valor proteic.
El "Chipa guasú" es prepara com la "sopa paraguaiana", però utilitzant choclo en lloc de farina de blat de moro. Segons alguns estudiosos de la història social del Paraguai, tota la gastronomia popular paraguaiana que se solidifica com a petita indústria familiar després de la guerra de la Triple Aliança (1864-1870) de Paraguai contra Argentina, Brasil i Uruguai, és molt contundent en contingut calòric, perquè la situació que va sobrevenir al país després del genocidi que va significar aquest gran conflicte bèl·lic va fer que els aliments escassejaren; és per això que tota la cuina paraguaiana té un alt contingut proteic, atenent al fet que els àpats diaris eren escassos.

## Origen del nom
El "Chipa guasú" deu el seu nom a la conjunció de dos vocables. El primer, "chipa", que genèricament designa un conjunt de coques de diversos tipus que tenen el blat de moro com a base de preparació i que fan part de l'anomenat "Tyra", terme guaraní que serveix per a designar qualsevol aliment que es consumeix per a acompanyar el "mati cuit", la llet o el cafè, o que simplement es prepara per a fer de complement d'altres plats. El segon dels vocables que intervenen en la formació del nom, "guasú", significa en guaraní "gran", de la qual cosa s'infereix que la "chipa guasú" és, en alguna mesura, la més gran de les "chipas".

## Ingredients i preparació
S'utilitzen en la preparació de la "chipa guasú" ceba mitjana, aigua, sal fina, llard de porc o mantega vegetal, ous, formatge fresc o del tipus "cuartirolo", llet i choclo (panotxa tendra de blat de moro).
Es blanquegen les cebes en una paella amb un rajolí d'oli i la sal, i es deixa refredar. Es bat el greix (o mantega vegetal, o bé, també pot utilitzar-s'hi oli) fins que quedi blanc i escumós i s'agreguen els ous i el formatge esmicolat, sense deixar de batre la barreja. S'afegeix la ceba, l'aigua d'aquesta i els "choclos" ratllats o passats per molinet (també es poden liquar o processar), i la llet. Es barreja després tot convenientment i s'aboca la pasta obtinguda en un recipient per al forn. Es cuina a forn lleugerament calent (a 200 °C) durant una hora i mitja, o fins que, en punxar-lo amb un palet de fusta, aquest surti sec.
Una altra variable de "chipa guasú" pot preparar-se sense ous, en aquest cas s'hi afegirà més llet.